# 江上浩太郎
江上 浩太郎（えがみ こうたろう、1979年4月6日 - ）は、日本の音楽プロデューサー、作曲家、編曲家。SUPA LOVE所属。
物心着く前からピアノを習い始め、16歳の時に音楽家を志す。R&B、ダンスポップを得意としている。

## 主な提供作品
蒼井翔太
「Always Be Together」（共作詞・共作曲・共編曲）
Aqours
「夏の終わりの雨音が」（共編曲）
麻生夏子
「style」（作曲・編曲）
Alice
「I wanna... feat. CO-KEY (from mc2)」（共編曲）
アンジュルム / スマイレージ
「新しい私になれ!」（編曲）
「帰りたくないな。」（編曲）
「全然起き上がれないSUNDAY」（編曲）
EASTWEST BOYS
「Encore」（共編曲）
「This Time」（共編曲）
EXID
「Memories」（共作曲・共編曲）
板野友美
「1%」（作曲）
「月の祈り」（編曲）
「Stay By My Side」（作曲・編曲）
稲場愛香
「チャプターII」（作曲・編曲）
VANNESS
「Shine On」（作曲・編曲）
「Shine On -PLASMO' ELECTRIC MIX-」（作曲）
with（八島さらら & 渕上舞）
「Respect」（編曲）
内田彩
「color station」（共編曲）
宇野実彩子
「Candy」（共作曲）
AR performers
「最高のGood-bye」（作曲・共編曲）
Apeace
「Between」（共編曲・プロデュース）
「Sunshine」（編曲）
ACE OF SPADES
「誓い」（作曲）
SKE48
「旅の途中」（共作曲）
尾関美穂
「レモン」（編曲）
小野賢章
「Wonder Train」（共作曲・共編曲）
小野大輔
「Doors」（共作詞・共作曲・共編曲）
河西智美
「Illumination」（共作曲・共編曲）
「M・U・I・S・H・I・K・I」（作曲）
加治ひとみ
「ラブソング」（作曲）
ガチャガチャダンサーズ
「溶けないCANDY」（共作曲・共編曲）
Gacharic Spin
「リスキーリスキー」（共編曲）
KAT-TUN
「Way of Love」（作曲・編曲）
「someday for somebody」（作曲）
神谷浩史
「Neverland Glitter」（共作曲・共編曲）
Kis-My-Ft2
「#1 Girl」（共作詞・共作曲・共編曲）
「My Love」（作曲）
GAL♡TEN
「キラキラ☆GAL」（作曲・編曲・プロデュース）
℃-ute
「アダムとイブのジレンマ」（編曲）
「Please, love me more!」（編曲）
KinKi Kids
「WELCOME」（作曲・編曲）
CLIFF EDGE
「サヨナラ I Love You feat. jyA-Me」（共作曲)
「大好きだったキミへ feat. Lil'B」（共作曲）
「Change Myself」（共作曲）
CHEMISTRY
「Our Story」（作曲・編曲）
「Go Alone」（共編曲）
「Trinity」（共編曲）
「Period」（共作曲）
「Heaven Can Wait」（作曲）
「My miss universe」（共編曲）
倖田來未
「Someday」（作曲）
「Someday [Big Boy Remix]」（作曲）
「Someday [litefeet remix]」（作曲）
剛力彩芽
「Dear MY FRIEND」（共作曲・共編曲）
ゴスペラーズ
「2080」（編曲）
「Heartbeats」（編曲）
後藤真希
「GIVE ME LOVE」（編曲）
寿美菜子
「Another Wonderland」（共作曲・共編曲）
「Candy Color Pop」（共作曲・共編曲）
坂詰美紗子
「運命のふたり」（編曲）
「ソファー」（作曲・編曲）
「リーンカーネーション」（編曲）
SATOMI'
「I still like you」（編曲）
「キミがいれば」（作曲・編曲）
「Candy magic」（作曲・編曲）
「Candy magic 〜Nice'n Mellow day〜 feat. TARO SOUL」（作曲）
「Glitter」（作曲・編曲）
「Singin' about you」（編曲）
「Beautiful Life」（作曲・編曲）
「Memory -夏色の宝物-」（作曲・編曲）
「Re: my sista」（作曲・編曲）
THE ポッシボー
「幸せの形」（編曲）
沢樹マイカ
「君をみつけるよ」（編曲）
「Shining Star」（編曲）
「優しい雨」（作曲・編曲）
GENERATIONS from EXILE TRIBE
「片想い」（作曲）
SHIKATA
「U ～サクラの頃～」（共作曲・編曲）
篠崎愛
「You & Love」（アルバムプロデュース）
「Baby, I'll Wish...」（共作曲・共編曲・プロデュース）
「Blanket」（共作曲・共編曲・プロデュース）
「Catch Me in Paris」（共作詞・共作曲・共編曲・プロデュース）
「Floatin' Like The Moon」（共作曲・共編曲・プロデュース）
「Floatin' Like The Moon -Water surface Mix-」（共作曲・プロデュース）
「My Only One」（共作曲・共編曲・プロデュース）
「UNICORN」（共作曲・共編曲・プロデュース）
「You & I」（作曲・共編曲・プロデュース）
島谷ひとみ
「I Love You」（編曲）
Juice=Juice
「Dream Road 〜心が躍り出してる〜」（編曲）
Sweet Licious
「Girlicious ～interlude～」（作曲・編曲）
「The Other Side Of Love」（編曲）
「My Heart 〜キミに届けたい〜 feat. JUN from CLIFF EDGE」（作曲・編曲）
「Who Do You Love?」（共作詞・作曲・編曲）
SixTONES
「にたものどうし」（編曲）
SPEED
「Stay Miracle」（編曲）
諏訪ななか
「So Sweet -Techno Version-」（リミックス）
SE7EN
「蜃気楼 ～SHINKIRO～」（編曲）
「スタートライン」（編曲）
「Forever」（編曲）
SOLIDEMO
「Girlfriend」（作詞・共作曲・共編曲）
「Girlfriend (Slow ver.)」（作詞・共作曲・編曲）
「君のままで」（共作曲・共編曲）
「Happiness」（共作曲・共編曲）
「Happiness (Slow ver.)」（共作曲・編曲）
「My Song My Days」（共作曲）
「Landscape」（共作曲・共編曲）
高田由香
「さよなら」（編曲）
SS501
「Promise to Promise」（編曲）
茅原実里
「涙の記念日」（編曲）
超特急
「Sweet Bell」（編曲）
「Never Mine」（共作曲・共編曲）
つばきファクトリー
「デートの日は二度くらいシャワーして出かけたい」（編曲）
T-ARA
「My Sea -Jiyeon solo-」（作曲）
「Just Now」（編曲）
DEE CHIKA
「everyday, everytime, everynight feat. Y's」（編曲）
「Destiny」（編曲）
「東京スクランブル feat. LITTLE」（編曲）
「Bird」（編曲）
「my soul feat. Macka Ruffin」（編曲）
COLOR
「青い鳥」（作曲）
Tina
「Let's not play the game ～素直になって～」（作曲）
東京パフォーマンスドール
「be alright...」（共作曲・共編曲）
「Kiss x Bang Bang!」（共作曲・共編曲）
東方神起
「約束」（編曲）
當山みれい
「大嫌い feat. さなり」（共作詞・共作曲）
「美忘録」（共作曲）
富田美憂
「足跡」（共作曲・共編曲）
なあ坊豆腐@那奈
「マジカルリップKISS」（編曲）
「心が少し 元気ないみたい」（編曲）
永野間美咲
「My Destiny」（作曲・編曲）
中森明菜
「嘘つき」（作曲）
「眠れる森の蝶」（作曲）
西野カナ
「君って」（編曲）
「このままで」（編曲）
「Flower」（編曲）
「missing you」（作曲・編曲）
NVRLND
「Starting Line」（編曲）
ノースリーブス
「クリスマスプレゼント (Remix)」（リミックス）
High-King
「記憶の迷路」（編曲）
バクステ外神田一丁目 (Newspaper)
「今夜叶えて My Darlin'」（編曲）
「他の男の子とわざとイチャイチャした」（編曲）
原由実
「If you…」（共作曲・共編曲）
ハロプロ研修生
「女の園」（編曲）
Pimm's
「I Love You, Baby」（共作曲・共編曲・プロデュース）
氷室衣舞（菅谷梨沙子 / Berryz工房）
「エレガントガール」（編曲）
美勇伝
「チェックイン」（作曲・編曲）
PINK CRES.
「true love.」（編曲）
V6
「way of life 20th Century Version」（編曲）
PrizmaX
「Sing It!」（編曲）
「Find The Way」（共作詞・共作曲・共編曲）
「Baby Be Mine」（共作詞・共作曲・共編曲）
「Mysterious Eyes」（共作詞・共作曲・共編曲）
「Mysterious Eyes (New Version)」（共作詞・共作曲）
「Ready」（共編曲）
安良城紅
「Cherish」（作曲）
Berryz工房
「1億3千万総ダイエット王国」（編曲）
「抱きしめて 抱きしめて」（編曲）
「もっとずっと一緒に居たかった」（編曲）
PENTAGON
「& You」（共作詞・共作曲・共編曲）
Mye
「一秒ごとの瞬間を」（編曲）
「In My Heart」（編曲）
「うれしかったことが悲しくて Duet with CIMBA」（編曲）
「SNS ～Crycrycry～」（編曲）
「ぎゅっと。」（共編曲）
「執行猶予」（編曲）
「ただただ好きなのに」（編曲）
「小さなサンタクロース」（編曲）
「誓いのうた Duet with KG」（編曲）
「つよがり」（編曲）
「涙さえもう Duet with MIHIRO」（編曲）
「First Bite」（編曲）
「ふたつの片想い feat. May J. & WISE」（編曲）
真野恵里菜
「春の嵐」（編曲）
道重さゆみ
「Stay with my heart」（編曲）
「オレンジブルー」（編曲）
「乙女スランプ」（編曲）
「バラッド バラッド」（編曲）
mihimaru GT
「Disconsolate」（共編曲）
「泣き夏 with SOFFet」（共編曲）
「Love Sick」（共編曲）
みひろ
「Dearest」（共作詞・作曲・編曲）
宮野真守
「会いに行くよ」（編曲）
「Beautiful smile」（編曲）
「My World」（編曲）
「Marshmallow Love」（編曲）
「Last Around」（編曲）
宮本佳林
「愛してるの言葉だけで」（編曲）
M!LK
「奇跡が空に恋を響かせた」（作曲・編曲）
メロディー・チューバック
「Cinderella X'mas」（作曲・編曲）
モーニング娘。
「愛してナンが悪い!?」（編曲）
「会えてよかった」（編曲）
「いつもとおんなじ制服で」（編曲）
「女に 幸あれ」（編曲）
「片想いの終わりに」（編曲）
「キラリと光る星」（編曲）
「THE マンパワー!!! (updated)」（編曲）
「青春小僧が泣いている」（編曲）
「TIME IS MONEY!」（編曲）
「直感2 〜逃した魚は大きいぞ!〜（全くその通リミックス）」（リミックス）
「トキメクトキメケ」（編曲）
「涙ッチ」（編曲）
「涙一滴」（編曲）
「二人はアベコベ」（編曲）
「部屋とYシャツと私」（編曲）
「負ける気しない 今夜の勝負」（編曲）
「街の灯り」（編曲）
jyA-Me
「君だけに song for...」（作曲・編曲）
遊助
「波乗りMy Story」（共作曲・編曲）
雪乃
「BABYDOLL」（作曲・編曲）
Yun*chi
「Again*」（共作曲・共編曲）
吉田愛璃
「"e"」（作曲・編曲）
「大切な人」（作曲・編曲）
ライムライト
「Get in the limelight」（共作曲・共編曲）
Lead
「Thanks for...」（共作詞・作曲）
「Friendship」（作曲・編曲）
リア・ディゾン
「Are you feelin' for me?」（作曲・編曲）
「悲しみと笑顔の中で」（作曲）
「Could you be that one?」（作曲・編曲）
「Step into my world」（作曲）
LinQ
「ゴーイング マイ ウェイ!」（共作詞・共作曲・編曲）
和氣あず未
「Touch The Moon」（共作曲・共編曲）
「Tuesday」（共作曲・共編曲）